# 第56回アカデミー賞
第56回アカデミー賞（だい56かいアカデミーしょう）は1984年4月9日に発表・授賞式が行われた。司会はジョニー・カーソン。

## 式典
ロサンゼルスのドロシー・チャンドラー・パビリオンで行われた授賞式は3時間40分を超える長いものとなった。結果は、ジェームズ・L・ブルックスの初監督作品『愛と追憶の日々』が主要5部門を受賞した。技術関連部門では宇宙飛行士を目指す男たちを描いた『ライトスタッフ』が、芸術関連部門ではスウェーデン映画の『ファニーとアレクサンデル』が健闘した。

## 候補と受賞の一覧
太字は受賞である。
また、以下での人名表記は
1. 作品の日本語公式情報およびAMPAS公式サイトの日本版とWOWOWによる授賞式放送での表記に準ずる。
2. 見当たらない場合はデータベースサイトなどを参考。
3. それでもない場合は英語表記のままとする。

| 作品賞 | 監督賞 |
| --- | --- |
| - 『愛と追憶の日々』 - 『再会の時』 - 『ドレッサー』 - 『ライトスタッフ』 - 『テンダー・マーシー』 | - ジェームズ・L・ブルックス – 『愛と追憶の日々』 - ピーター・イエーツ – 『ドレッサー』 - イングマール・ベルイマン – 『ファニーとアレクサンデル』 - マイク・ニコルズ – 『シルクウッド』 - ブルース・ベレスフォード – 『テンダー・マーシー』 |
| 主演男優賞 | 主演女優賞 |
| - ロバート・デュヴァル – 『テンダー・マーシー』 - マイケル・ケイン – 『リタと大学教授』 - トム・コンティ – Reuben, Reuben - トム・コートネイ – 『ドレッサー』 - アルバート・フィニー – 『ドレッサー』 | - シャーリー・マクレーン – 『愛と追憶の日々』 - ジェーン・アレクサンダー – 『テスタメント』 - メリル・ストリープ – 『シルクウッド』 - ジュリー・ウォルターズ – 『リタと大学教授』 - デブラ・ウィンガー – 『愛と追憶の日々』 |
| 助演男優賞 | 助演女優賞 |
| - ジャック・ニコルソン – 『愛と追憶の日々』 - チャールズ・ダーニング – 『メル・ブルックスの大脱走』 - ジョン・リスゴー – 『愛と追憶の日々』 - サム・シェパード – 『ライトスタッフ』 - リップ・トーン – 『クロスクリーク』 | - リンダ・ハント – 『危険な年』 - シェール – 『シルクウッド』 - グレン・クローズ – 『再会の時』 - エイミー・アーヴィング – 『愛のイエントル』 - アルフレ・ウッダード – 『クロスクリーク』 |
| 脚本賞 | 脚色賞 |
| - 『テンダー・マーシー』 – ホートン・フート - 『再会の時』 – ローレンス・カスダン、バーバラ・ベネディック - 『ファニーとアレクサンデル』 – イングマール・ベルイマン - 『シルクウッド』 – ノーラ・エフロン、アリス・アーレン - 『ウォー・ゲーム』 – ローレンス・ラスカー、ウォルター・F・パークス | - 『愛と追憶の日々』 – ジェームズ・L・ブルックス - Betrayal – ハロルド・ピンター - 『ドレッサー』 – ロナルド・ハーウッド - 『リタと大学教授』 – ウィリー・ラッセル - Reuben, Reuben – ジュリアス・J・エプスタイン |
| 外国語映画賞 | 編集賞 |
| - 『ファニーとアレクサンデル』 (スウェーデン) - 『カルメン』 (スペイン) - 『女ともだち』 (フランス) - Job's Revolt (ハンガリー) - 『ル・バル』 (アルジェリア) | - 『ライトスタッフ』 – グレン・ファー、リサ・フラックマン、スティーヴン・A・ロッター、ダグラス・スチュワート、トム・ロルフ - 『ブルーサンダー』 – フランク・モリス、エドワード・アブロムス - 『フラッシュダンス』 – バッド・スミス、ウォルト・マルコネリー - 『シルクウッド』 – サム・オスティーン - 『愛と追憶の日々』 – リチャード・マークス |
| 長編ドキュメンタリー映画賞 | 短編ドキュメンタリー映画賞 |
| - He Makes Me Feel Like Dancin' – エミール・アルドリーノ - Children of Darkness – リチャード・コトゥク、Ara Chekmayan - First Contact – ボブ・コノリー、ロビン・アンダーソン - The Profession of Arms – マイケル・ブライアンズ、Tina Viljoen - Seeing Red – ジム・クライン、ジュリー・レイチャート | - Flamenco at 5:15 – シンシア・スコット、アダム・シマンスキー - In the Nuclear Shadow: What Can the Children Tell Us? – ヴィヴィアン・ヴァートン＝ロウ、Eric Thiermann - Sewing Woman – アーサー・ドン - Spaces: The Architecture of Paul Rudolph' – ボブ・アイセンハート - You Are Free – デア・ブロクマン、イレーネ・ランディス              |
| 短編実写映画賞 | 短編アニメ映画賞 |
| - Boys and Girls – ジャニス・L・プラット - Goodie-Two-Shoes – イアン・エムズ - Overnight Sensation – ジョン・ブルーム | - Sundae in New York – ジミー・ピッカー - 『ミッキーのクリスマスキャロル』 – バーニー・マッティンソン - Sound of Sunshine - Sound of Rain – Eda Godel Hallinan |
| 作曲賞 | 編曲・歌曲賞 |
| - 『ライトスタッフ』 – ビル・コンティ - 『クロスクリーク』 – レナード・ローゼンマン - 『スター・ウォーズ エピソード6/ジェダイの帰還』 – ジョン・ウィリアムズ - 『愛と追憶の日々』 – マイケル・ゴア - 『アンダー・ファイア』 – ジェリー・ゴールドスミス | - 『愛のイエントル』 – ミシェル・ルグラン、アラン・バーグマン、マリリン・バーグマン - 『スティング』 – ラロ・シフリン - 『大逆転』 – エルマー・バーンスタイン |
| 歌曲賞 | 衣裳デザイン賞 |
| - ｢フラッシュダンス…ホワット・ア・フィーリング｣（『フラッシュダンス』） – ジョルジオ・モロダー (作詞・作曲)、キース・フォーシイ (作詞・作曲)、アイリーン・キャラ (作詞・作曲) - "Maniac"（『フラッシュダンス』） – マイケル・センベロ (作詞・作曲)、デニス・マトコスキー (作詞・作曲) - "Over You"（『テンダー・マーシー』） – オースティン・ロバーツ (作詞・作曲)、ボビー・ハート (作詞・作曲) - "Papa, Can You Hear Me?"（『愛のイエントル』） – ミシェル・ルグラン (作曲)、アラン・バーグマン (作詞)、マリリン・バーグマン (作詞) - "The Way He Makes Me Feel"（『愛のイエントル』） – ミシェル・ルグラン (作曲)、アラン・バーグマン (作詞)、マリリン・バーグマン (作詞)                          | - 『ファニーとアレクサンデル』 – マリク・ヴォス - 『クロス・クリーク』 – ジョー・I・トンプキンス - Heart Like a Wheel – ウィリアム・ウェア・テイス - 『マルタン・ゲールの帰還』 – Anne-Marie Marchand - 『カメレオンマン』 – サント・ロカスト                                                                                                  |
| 録音賞 | 音響編集賞 |
| - 『ライトスタッフ』 – マーク・バーガー、トム・スコット、ランディ・トム、デヴィッド・マクミラン - 『ネバー・クライ・ウルフ』 – アラン・R・スプレット、トッド・ボケルハイド、ランディ・トム、デヴィッド・パーカー - 『スター・ウォーズ エピソード6/ジェダイの帰還』 – ベン・バート、ゲイリー・サマーズ、ランディ・トム、トニー・ドー - 『愛と追憶の日々』 – ドナルド・O・ミッチェル、リック・クライン、ケヴィン・オコネル、ジム・アレクサンダー - 『ウォー・ゲーム』 – マイケル・J・コーフト、カルロス・デラリオス、アーロン・ローチン、ウィリー・D・バートン | - 『ライトスタッフ』 – ジェイ・ボケルハイド - 『スター・ウォーズ エピソード6/ジェダイの帰還』 – ベン・バート |
| 美術賞 | 撮影賞 |
| - 『ファニーとアレクサンデル』 – Anna Asp (美術)、Susanne Lingheim (装置) - 『スター・ウォーズ エピソード6/ジェダイの帰還』 – ノーマン・レイノルズ (美術)、フレッド・ホール (美術)、ジェームズ・ショップ (美術)、マイケル・フォード (装置) - 『ライトスタッフ』 – ジェフリー・カークランド (美術)、リチャード・J・ローレンス (美術)、W・スチュワート・キャンベル (美術)、ピーター・ロメロ (美術)、パット・ペンディング (装置)、ジョージ・R・ネルソン (装置) - 『愛と追憶の日々』 – ポリー・プラット (美術)、ハロルド・マイケルソン (美術)、トム・ペディゴ (装置)、アンソニー・モンデーロ (装置) - 『愛のイエントル』 – ロイ・ウォーカー (美術)、レスリー・トムキンス (美術)、テサ・デイヴィス (装置) | - 『ファニーとアレクサンデル』 – スヴェン・ニクヴィスト - 『フラッシュダンス』 – ドン・ピーターマン - 『ライトスタッフ』 – キャレブ・デシャネル - 『ウォー・ゲーム』 – ウィリアム・A・フレイカー - 『カメレオンマン』 – ゴードン・ウィリス |

### アカデミー名誉賞
- ハル・ローチ

### ジーン・ハーショルト友愛賞
- M・J・フランコヴィッチ

### ゴードン・E・ソーヤー賞
- ジョン・G・フレイン

### アカデミー特別業績賞
- スター・ウォーズ エピソード6/ジェダイの帰還 (リチャード・エドランド、デニス・ミューレン、ケン・ローストン、フィル・ティペット)

### プレゼンター
| プレゼンター                     | 役                                                    |
| -------------------------------- | ----------------------------------------------------- |
| ジェーン・アレクサンダー         | 短編実写映画賞 短編アニメ映画賞                       |
| マイケル・ケイン                 | 短編実写映画賞 短編アニメ映画賞                       |
| リチャード・アッテンボロー       | 監督賞                                                |
| ケヴィン・ベーコン               | 音響編集賞                                            |
| ダリル・ハンナ                   | 音響編集賞                                            |
| ニール・ダイアモンド             | 編曲・歌曲賞                                          |
| レイ・ボルジャー                 | 作曲賞                                                |
| ジーン・ケリー                   | 作曲賞                                                |
| クリスティ・ブリンクリー         | 録音賞                                                |
| マイケル・キートン               | 録音賞                                                |
| ジェニファー・ビールス           | 歌曲賞                                                |
| マシュー・ブロデリック           | 歌曲賞                                                |
| ダイアン・キャノン               | 助演女優賞                                            |
| ジーン・ハックマン               | 助演女優賞                                            |
| フランク・キャプラ               | 作品賞                                                |
| チーチ&チョン                    | 視覚効果賞                                            |
| ジョーン・コリンズ               | 科学技術賞                                            |
| アーノルド・シュワルツェネッガー | 科学技術賞                                            |
| ジャッキー・クーパー             | 名誉賞                                                |
| ジョージ・マクファーランド       | 名誉賞                                                |
| フランク・シナトラ               | ジーン・ハーショルト友愛賞                            |
| アンソニー・フランシオサ         | 撮影賞                                                |
| ジョアンナ・パクラ               | 撮影賞                                                |
| ジョン・ギャヴィン               | 外国語映画賞                                          |
| ジャック・ヴァレンテ             | 外国語映画賞                                          |
| メル・ギブソン                   | 脚本賞 脚色賞                                         |
| シシー・スペイセク               | 脚本賞 脚色賞                                         |
| ロック・ハドソン                 | 主演女優賞                                            |
| ライザ・ミネリ                   | 主演女優賞                                            |
| リカルド・モンタルバン           | 美術賞                                                |
| ジェーン・パウエル               | 美術賞                                                |
| ティモシー・ハットン             | 助演男優賞                                            |
| メアリー・タイラー・ムーア       | 助演男優賞                                            |
| ドリー・パートン                 | 主演男優賞                                            |
| シルヴェスター・スタローン       | 主演男優賞                                            |
| ホリー・パランス                 | 長編ドキュメンタリー映画賞 短編ドキュメンタリー映画賞 |
| ジャック・パランス               | 長編ドキュメンタリー映画賞 短編ドキュメンタリー映画賞 |
| トミー・チューン                 | 衣裳デザイン賞                                        |
| ツイッギー                       | 衣裳デザイン賞                                        |
| ロバート・ワイズ                 | 編集賞                                                |

### パフォーマー
- ハーブ・アルパート、マイケル・センベロ、ラニ・ホール "Maniac"（『フラッシュダンス』）
- アイリーン・キャラ & The National Dance Institute ｢フラッシュダンス…ホワット・ア・フィーリング｣（『フラッシュダンス』）
- マック・デイビス "Over You"（『テンダー・マーシー』）
- サミー・デイヴィスJr.、ライザ・ミネリ "There's No Business Like Show Business"
- ジェニファー・ホリデー "The Way He Makes Me Feel"（『愛のイエントル』）
- ドナ・サマー "Papa, Can You Hear Me?"（『愛のイエントル』）

### 統計
| 複数候補: - 11 候補: 『愛と追憶の日々』 - 8 候補: 『ライトスタッフ』 - 6 候補: 『ファニーとアレクサンデル』 - 5 候補: 『ドレッサー』、『シルクウッド』、『テンダー・マーシー』、『愛のイエントル』 - 4 候補: 『クロスクリーク』、『フラッシュダンス』、『スター・ウォーズ エピソード6/ジェダイの帰還』 - 3 候補: 『再会の時』、『リタと大学教授』、『ウォー・ゲーム』 - 2 候補: Reuben, Reuben、『カメレオンマン』 | 複数受賞. - 5 受賞: 『愛と追憶の日々』 - 4 受賞: 『ファニーとアレクサンデル』、『ライトスタッフ』 - 2 受賞: 『テンダー・マーシー』 |